# Anadolu Mecmuası
Die osmanischsprachige Zeitschrift Anadolu Mecmuası (osmanisch: آنادولو مجموعه‌سى; İA: Ānādolu Mecmuʿası; deutsch: „Anatolien Zeitschrift“) erschien von 1924 bis 1925 in Istanbul in insgesamt 11 Ausgaben.
Sie wurde von Hilmi Ziya Ülken (1901–1974), einem Philosophen und Soziologieprofessor der Universität Istanbul und dem Historiker Mükrimin Halil Yinanç (1898–1961) herausgegeben. Die Idee der Zeitschrift entstand aus einer intellektuellen Bewegung von Professoren und Studenten verschiedener Fachrichtungen („Anadoluculuk“), deren Hauptvertreter Yinanç war. Die Zeitschrift diente der Verbreitung ihrer Ideen und als literarisches Forum, in dem über anatolische Themen, wie Folklore, Geschichte, Philosophie und Geographie, geschrieben wurde. Der Begriff des „anatolischen Vaterlands“ sollte deutlich machen, dass dieses die Nation bestimme und die Geschichte der Republik Türkei als Geschichte Anatoliens betrachtet werden sollte.